# Dalnia (Góry Świętokrzyskie)
 Dalnia (318 m n.p.m.) – częściowo zadrzewione (las sosnowo-brzozowy), położone na terenie Kielc wzniesienie Pasma Kadzielniańskiego, którego zbocza usiane są licznym głazami i wychodniami skalnymi. Przed laty eksploatowano tu rudę ołowiu (galena).